# ウヴス・ヌール
オブス・ノール（モンゴル語: Увс Нуур、ロシア語: У́бсу-Нур、トゥバ語: Успа-Хөл）は、モンゴル国最大の湖。日本ではオブス湖とも表記される。海抜759 m、面積3,350 km2。その北東部は、ロシア連邦のトゥヴァ共和国に含まれる。湖岸の最大の集落は、オブス県の県庁所在地オラーンゴムである。この塩分の濃い浅い湖は、かつて数千年前にこの一帯にも海が広がっていたときの名残である。流入河川にはテス川などがあり、流出河川はない。

## オブス・ノール盆地
オブス・ノールは、およそ700,000 km2 に渡って広がるオブス・ノール盆地の中心に位置しており、ユーラシア大陸において、自然のままのステップが良好に保存されている地域となっている。同時に、世界で最も北にある砂漠と、世界で最も南にあるツンドラが並存する場所ともなっている。
この盆地には、オブス・ノール以外にも、ウーレグ・ノール（モンゴル語: Үүрэг нуур）（ウーレグ湖、海抜1,450m）をはじめとするより小さな湖がいくつかある。これらの湖が中央アジアの内海の北にあることは、渡り鳥にとって重要である。
盆地はシベリアと中央アジアにとって気候上も地理上も境界になっていることから、気温は夏は47度、冬は−58度と、非常に極端である。そのような厳しい環境にもかかわらず、シベリアのタイガとモンゴルのステップの2つの生態系の過渡地域にあたり、アルタイ・サヤン地域というエコリージョンの中核的地域である。絶滅危惧種のユキヒョウ、アルガリ、アジア種のアイベックス（シベリアアイベックス）、スナネズミ、複数種のトビネズミ、マダライタチ、マヌルネコなど41種の哺乳類や、カオジロオタテガモ、サカツラガンなど173種の鳥類が棲息している。湖にはヨシ原と川の三角州があり、Oreoleuciscus potanini、Oreoleuciscus humilisなどの固有種の魚類も見られる。1997年にユネスコの生物圏保護区に、2004年にラムサール条約登録地にそれぞれ指定された。
反面、人口密度は低い。産業の欠落や、遊牧を主とする周辺住民の伝統にとってあまり寄与する環境ではなかったことなどがその原因だが、かえってそのおかげで周辺の環境は手付かずに残されることになった。

## 世界遺産
オブス・ノール盆地では、1993年にロシアが8つの自然保護区を設定した。2003年にはモンゴルがテス川周辺をはじめとする4つの保護区を設定した。これら12の保護区が2003年にユネスコの世界遺産に登録された（ID769）。
中央アジアの自然がほとんど手付かずで残っていることが評価された。同時に、4万点に及ぶスキタイやテュルクの遺跡が発見されていることも評価はされたが、あくまでも自然遺産としての登録であり、複合遺産ではない。

### 登録基準
この世界遺産は世界遺産登録基準のうち、以下の条件を満たし、登録された（以下の基準は世界遺産センター公表の登録基準からの翻訳、引用である）。
- (9) 陸上、淡水、沿岸および海洋生態系と動植物群集の進化と発達において進行しつつある重要な生態学的、生物学的プロセスを示す顕著な見本であるもの。
- (10) 生物多様性の本来的保全にとって、もっとも重要かつ意義深い自然生息地を含んでいるもの。これには科学上または保全上の観点から、すぐれて普遍的価値を持つ絶滅の恐れのある種の生息地などが含まれる。

### 登録面積
- ロシア側 87,830 ha（緩衝地域 170,790 ha）
- モンゴル側 333,822.5 ha（緩衝地域 476,411ha）